# Быкова, Милена Алексеевна
Милена Алексеевна Бы́кова (род. 9 января 1998 года в Агиделе) — российская сноубордистка, выступающая в параллельных дисциплинах. Чемпионка (2017,2018) и серебряный призёр (2016) чемпионатов мира среди юниоров, участница Олимпийских игр 2018, 2022 года, мастер спорта России международного класса.

## Спортивная карьера
Сноубордом начала заниматься с 10 лет в Уфе. Проживает в Казани и представляет Республику Татарстан.
7 декабря 2013 года Милена Быкова дебютировала на международной арене на этапе Кубка Европы в Австрийском Хохфюгене, заняв 19-е место в параллельном гигантском слаломе. На этапах Кубка мира Быкова дебютировала 1 февраля 2014 года в Байришцелле, Германия, заняв 38-е место в параллельном гигантском слаломе.
На чемпионате мира по сноуборду среди юниоров 2016 в Рогле Милена Быкова завоевала серебро в параллельном слаломе, а в следующем году на чемпионате мира по сноуборду среди юниоров 2017 в Клиновце стала чемпионкой в параллельном гигантском слаломе.
В 2018 году на Зимних Олимпийских играх в Пхёнчхане Милена Быкова стала 10-й в параллельном гигантском слаломе. Удачно пройдя квалификацию Быкова выбыла на стадии 1/8 финала, проиграв по сумме двух заездов Даниэле Ульбинг из Австрии.
3 марта 2018 года Милена Быкова выиграла этап Кубка мира в турецком Кайсери, победив в финале параллельного гигантского слалома Олимпийскую чемпионку Эстер Ледецкую из Чехии.
В марте 2019 года Милена Быкова взяла золото в параллельном слаломе на зимней Универсиаде-2019.

## Спортивные достижения
- Чемпионка мира среди юниоров (2017, 2018);
- Серебряный призёр чемпионата мира среди юниоров (2016);
- Победительница и призёр этапов Кубка Европы;
- Победительница этапа Кубка мира;
- Победительница зимней Универсиады-2019 в параллельном слаломе.

## Призовые места на этапах Кубка мира

### 1-е место
- 3 марта 2018, Кайсери, Турция (параллельный гигантский слалом)
- 9 марта 2019, Скуоль, Швейцария (параллельный гигантский слалом)